# フィリップ・ファールバッハ1世
フィリップ・ファールバッハ1世（ドイツ語: Philipp Fahrbach der Ältere, 1815年10月25日 - 1885年3月31日）は、オーストリアの音楽家。
ヨーゼフ・ランナー、ヨハン・シュトラウス1世の存命時から「第三」のウィンナ・ワルツの作曲家として将来を嘱望されており、オーストリア帝室の宮廷舞踏会音楽監督も務めた。
なお、2016年現在、ウィーンフィル・ニューイヤーコンサートに彼の作品が採り上げられたことはない。
なお、欧米ではふつう「フィリップ・ファールバッハ・シニア（Philipp Fahrbach Sr.）」と言われる。

## 生涯

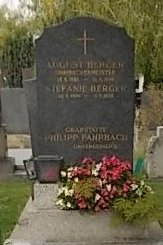
フィリップ1世の墓

1815年10月25日、オーストリア帝国のウィーンで誕生。4歳でヴァイオリンを弾き始めるなど、幼少期から音楽的才能の片鱗を示した。彼の兄弟はいずれも音楽的な才能があり、フィリップはのちに「兄ヨーゼフ・ファールバッハは、私に7歳のときから、かなりみっちりと手風琴の基礎を教えてくれたので、私はすでにコントラバスを弾きこなせるようになっていた。」と回想している。もう一人の兄フリードリヒ・ファールバッハと弟のアントン・ファールバッハも音楽家である。
1825年、10歳のときヨハン・シュトラウス1世の楽団に所属し、フルート奏者を務めた。シュトラウス楽団に所属していたとき、シュトラウス1世はフィリップのいくつかの作品を初演してくれたという。20歳のときに自身のオーケストラを持って独立してその名を知られるようになり、ランナーとシュトラウス1世に次ぐ第三者とまで言われるようになった。独立後もシュトラウス1世との関係を保ち、彼の『ドイツ統一行進曲』や『ラデツキー行進曲』などの弦楽オーケストラ編曲作業にも携わった。
シュトラウス1世が1849年に没すると、その後任として宮廷舞踏会音楽監督をオーストリア皇帝フランツ・ヨーゼフ1世より拝命した。その他にもホッホ・ウント・ドイチュマイスター連隊の軍楽隊長を務めるなど、ヨハン1世の息子で「ワルツ王」として知られるヨハン・シュトラウス2世の好敵手であった。彼の作品の中ではレントラー風ワルツ『ウィーンの森のツノメドリ』（作品61）が特によく知られる。同名の息子フィリップ・ファールバッハ2世もワルツの作曲家として活動しており、親子そろってワルツ王の手強いライバルであった。

## 作品

### ワルツ
- 『ごますりワルツ』（Die Schmeichler）op.13
- 『熱中する人々』（Die Schwärmer）op.43
- レントラー風ワルツ『ウィーンの森のツノメドリ』（Das Schwarzblattl aus’n Weaner Wald）op.61
- 『猫のワルツ』（Katzenmusik）op.67
- 『マグダレーナ・ワルツ』（Magdalene-Walzer）op.235

### ポルカ
- 『くたびれるポルカ』（Strapazier-Polka）op.63
- 『ウィーンのポルカ』（Wiener-Polka）op.109
- 『マリーエン・ポルカ』（Marien-Polka）op.164
- 『速い郵便馬車ポルカ』（Der flotte Postillon）op.167
- 『レルヒェンフェルト・ポルカ』（Lerchenfelder-Polka）op.178
- 『コオロギ』（Nr.2: Franzosische-Polka）op.206
- 『休みなし、電光石火のポルカ』（Rastlos, blitzschnelle-Polka）op.295
- フランス風ポルカ『愉快なジャンプ』（Lustige Sprünge, Polka-française）op.307

### ポルカ・シュネル
- 『ウィーンの消防隊』（Wiener Feuerwehr）op.280
- 『ルル・ポルカ』（Lulu）op.292